# Jean Ghesquière
Jean Ghesquière (1892-1982) was een Belgisch landbouwkundig ingenieur en entomoloog die in de jaren dertig en veertig van de 20e eeuw onderzoek verrichtte naar nachtvlinders in Congo-Kinshasa. Tussen 1940 en 1942 ontdekte hij daarbij een groot aantal nieuwe soorten nachtvlinders voor de wetenschap. De resultaten van dit onderzoek legde hij vast in een tweetal werken over de microlepidoptera van Congo-Kinshasa. Na zijn terugkeer naar Europa werkte hij aan de oprichting van de International Organization for Biological Control (IOBC). De laatste dertig jaar van zijn leven woonde hij in Menton in Zuid-Frankrijk.

## Publicaties
- 1934: Un Diapriide (Hym. Proct.) nouveau du Congo belge et clef des espèces éthiopiennes, Bulletin Musée royal d'Histoire naturelle de Belgique, Tome X, nr. 23, Brussel, juni 1934
- 1934: Un Saturnide nouveau du Congo Belge, Bulletin Musée royal d'Histoire naturelle de Belgique, Tome X, nr. 38, Brussel, september 1934
- 1934: Contribution à l'étude des Charançons du genre Ulomascus (Coleoptera, Curculionidae, Ulomascinae)
- 1935: Rapport préliminaire sur l'état sanitaire de quelques palmeraies de la province de Coquilhatville
- 1938: Un erythrina noveau du Congo Belge
- 1940-1942: Catalogues raisonnés de la faune entomologique du Congo Belge : Lépidoptères, Microlépidoptères. I, II.
- 1948: Contributions à l'étude des Microhyménoptères du Congo belge. XIV. Un Chalcidien muricole du Congo belge (Hym . Chalcidoidea Eulopidae)
- 1950: Un parasite de la Ceratitis capitata Wied en France.
- 1960: Description de deux Aphelinidae récoltés au Maroc (Hymenoptera chalcidoidea).